# われはロボット
『われはロボット』（I, Robot ）は、アイザック・アシモフのSF小説短編集。1950年に刊行された。ロボットSFの古典的名作。
『われはロボット』は早川書房から出版されている小尾芙佐訳の題名であり、東京創元社からは伊藤哲訳で『わたしはロボット』、角川書店からは小田麻紀訳で『アイ・ロボット』の題名で日本語訳が出版されている。また岩崎書店からジュブナイル版が、『くるったロボット』の題名で出版されている。（現行タイトルは『うそつきロボット』）。

## 概要
アシモフの初期のロボット物SF短編をまとめた物。本書において有名なロボット工学三原則が示され、アシモフはロボットSFの第一人者としての地位を確立することになる。
USロボット社の主任ロボ心理学者スーザン・キャルヴィン（カルヴィン）の回顧録という形になっており、彼女かもしくは同社の新型ロボット実地テスト担当員のドノヴァン&パウエルのコンビが各エピソードの主役を務めている。この回顧録を聞き取ったのは、インタープラネタリー・プレスの男性記者である。彼のメモによるとキャルヴィン博士に初めて会ったのは、彼女が75歳のときで、82歳で亡くなるまでのあいだ、何度かインタビューしている。
ロボットが一見して三原則に反する様な行為を行う事件が起こり、その謎をスーザン達が解明していくというミステリ仕立ての作品が多く、これが後に、SFミステリの傑作としても名高いロボット長編『鋼鉄都市』へと繋がっていく。
アシモフが当初考えた本書のタイトルは『Mind and Iron（頭脳と鉄）』であった。それに対しノーム・プレスの編集者は『I, Robot』を提案し、それはイアンド・バインダーが短編の名前として使っている、と、アシモフは言ったにもかかわらず、「Who cares?（かまうもんか）」という編集者の意見で決められた。
続編として短編集『ロボットの時代』がある。後にアシモフのロボット短編を集めた短編集『コンプリート・ロボット』に、本書収録の全短編が再録されている（ただし各作品間のキャルヴィンのエピソードは除く）。
2004年、ウィル・スミス主演で映画化された（邦題『アイ,ロボット』）。

## 収録作品
ロビイ（Robbie）
子守りロボット「ロビイ」は、少女グロリアのお気に入りだった。しゃべることはできないが、かくれんぼや駆けっこで遊んでくれた。ある日のこと母親が、父親の反対を押し切ってロビイを手放してしまった。代わりに犬を与えたが、グロリアはすぐに飽きてしまった。グロリアは元気をなくし、ふさぎ込むようになった。見かねた父親が、気分転換にニューヨークに連れていくことにした。グロリアは「ニューヨークにロビイを探しに行くの？」と喜んだ。ニューヨークに着いた一行は、さまざまな場所を訪れたが、グロリアはロビイのことが気になって、少しも楽しめなかった。ある日、父親がロボット工場の見学を提案した。ロビイのようなロボットが工場で作られたことを見せれば、グロリアも納得するだろうと。
堂々めぐり（Runaround）
水星の採鉱施設で二人の男が、悩んでいた。セレニウムの貯蔵所へ行かせたロボット「SPD13号」（愛称はスピーディ）が、５時間経っても戻ってこないのだ。スピーディが発する信号を追跡すると、貯蔵所に近づいたり離れたりしながら、その周りを回っているようだ。ここでは太陽の電磁波が強くて、無線通信も使えない。人間が外に出て、直接スピーディ会って命令するしかないが、彼らの宇宙服では高熱に耐えられないので、そこまで行くことはできないのだ。施設には旧式のロボットが残されていたが、それを動かすためには人間が乗り込んで命令しなければならない。その操縦席は、ロボットの背中にむき出しになっているので、やはり高熱にさらされることになる。
われ思う、ゆえに…（Reason）
伊藤哲訳のタイトルでは「理性」。宇宙ステーションに届いた部品からロボット「QT１号」が組み立てられた。しかしQTは、人間によって作られたことを信じず、地球に30億人が住んでいることも信じなかった。さらに、温度や気圧、放射線強度の変化に弱い人間は「間に合わせ」の生き物であり、自分は「完成」されたものだと言い出した。
野うさぎを追って（Catch that Rabbit）
伊藤哲訳のタイトルでは「あの兎をつかまえろ」。小惑星の鉱山に送られたロボット「DV５号」は、６台のサブ・ロボットをコントロールすることができた。人間の目の前では完璧に動作するDVだったが、人間がいなくなると仕事を忘れて、サブ・ロボットたちと意味もなく行進するのだった。
うそつき（Liar!）
ロボット「RB34号」は、人間の心が読めるのではないか、と研究所の人々は考えた。ポジトロン頭脳を製造するときに、何らかの偶然が起きたらしい。人々はそれぞれに、自分の悩みや希望をRBに質問した。人間に危害（心も含む）を加えることのできないRBは、それぞれの質問者に有利で都合のよい回答をするのだった。
迷子のロボット（Little Lost Robot）
伊藤哲訳のタイトルでは「迷子の小さなロボット」。ハイパー基地に着いた貨物船から、一台の「NS2号」ロボットが逃げ出した。このロボットはロボット工学三原則のうちの、第一原則が改変された実験型で、人間に危害を加える可能性があった。基地に前からいた62台のNS型に紛れ込んだ１台を、何としてでも見つけなければならないのだ。
逃避（Escape!）
キャルヴィンの勤めるUSロボット社の、ライバル企業の大型人工頭脳が壊れた。どうやら星間航行用のエンジン設計をさせたところ、壊れたらしい。人間に危害が及ぶようなエンジンの設計は、ロボットにはできず、命令がジレンマになったのだ。ライバル企業は、同じ入力データを使ってUSロボット社の人工頭脳に設計してもらえれば、莫大な謝礼を払うと言ってきた。こちらの人工頭脳も破壊しようという企みなのか・・。
証拠（Evidence）
バイアーリーは有能な地方検事であるが、妙なうわさが立っていた。それは彼がロボットだというものだった。彼の飲食している姿を見た者は、一人もいなかった。ある集会で、バイアーリーに「俺を殴ってみろ」と執拗に挑発する男がいた。彼はしばらくためらっていたが、最後には男を殴った。それを見たキャルヴィンが言った「彼は人間です」。ロボットならば、人間を殴って危害を加えることなどできない。ロボット工学三原則で禁じられている。だが、これには裏があった。ロボットがロボットを殴ることは、全く問題にならないのだから。
災厄のとき（The Evitable Conflict）
伊藤哲訳のタイトルでは「避けられた抗争」。地球は東部地区、熱帯地区、ヨーロッパ地区、北部地区の４ブロックに分けられていた。それぞれの地区にはマシーンと呼ばれる大型ロボット頭脳が設置され、さまざまな計画を立て、問題を解決していた。ところがマシーンの出す計画が、遅れ始めたのである。人類にとって不利な状況にあるならば、マシーンを止めなければならない。

## 書誌情報
和訳
- 小尾芙佐 訳『われはロボット』早川書房〈ハヤカワ・SF・シリーズ〉、1963年9月。
  - 小尾芙佐 訳『われはロボット』早川書房〈ハヤカワ文庫SF〉、1983年11月30日。ISBN 9784150105358。
  - 小尾芙佐 訳『われはロボット 決定版』早川書房〈ハヤカワ文庫SF〉、2004年8月6日。ISBN 9784150114855。
- 伊藤哲 訳『わたしはロボット』東京創元社〈創元推理文庫〉、1976年4月23日。ISBN 9784488604066。
  - 伊藤哲 訳『わたしはロボット』東京創元社〈創元SF文庫〉、1998年2月。ISBN 9784488604066。
- 小田麻紀 訳『アイ・ロボット』角川書店〈角川文庫〉、2004年8月1日。ISBN 9784042809036。

児童書
- 小尾芙佐 訳『くるったロボット』岩崎書店〈SF世界の名作〉、1966年11月。
  - 小尾芙佐 訳『くるったロボット』岩崎書店〈SFこども図書館〉、1976年2月20日。ISBN 9784265922062。
  - 小尾芙佐 訳『うそつきロボット』岩崎書店〈冒険ファンタジー名作選〉、2003年10月15日。ISBN 9784265951307。
- 内田庶 訳『わたしはロボット』講談社〈世界の名作図書館〉、1969年9月。
- 小隅黎 訳『われはロボット』ポプラ社〈SFシリーズ〉、1972年5月。